# Forsthaus Meierei

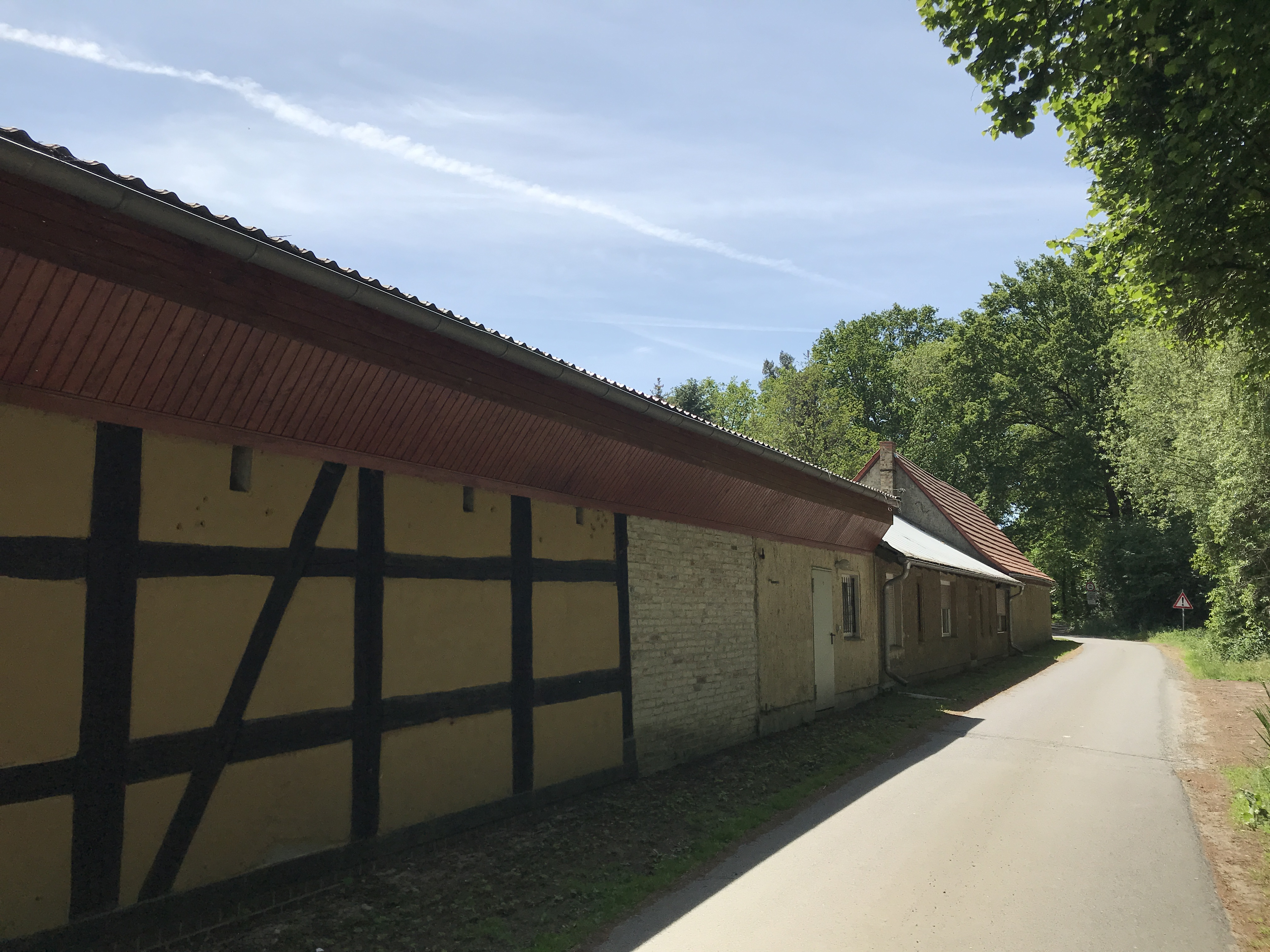
Forsthaus Meierei, Wohnbebauung

Forsthaus Meierei ist ein Wohnplatz im Ortsteil Krausnick der Gemeinde Krausnick-Groß Wasserburg im Landkreis Dahme-Spreewald (Brandenburg). Der Wohnplatz ging aus der früheren Heidemeierei hervor, einem Vorwerk des Amtes Krausnick die 1775 erstmals erwähnt wird. 1840 wurde die Schäferei aufgegeben und stattdessen ein Försterei eingerichtet.

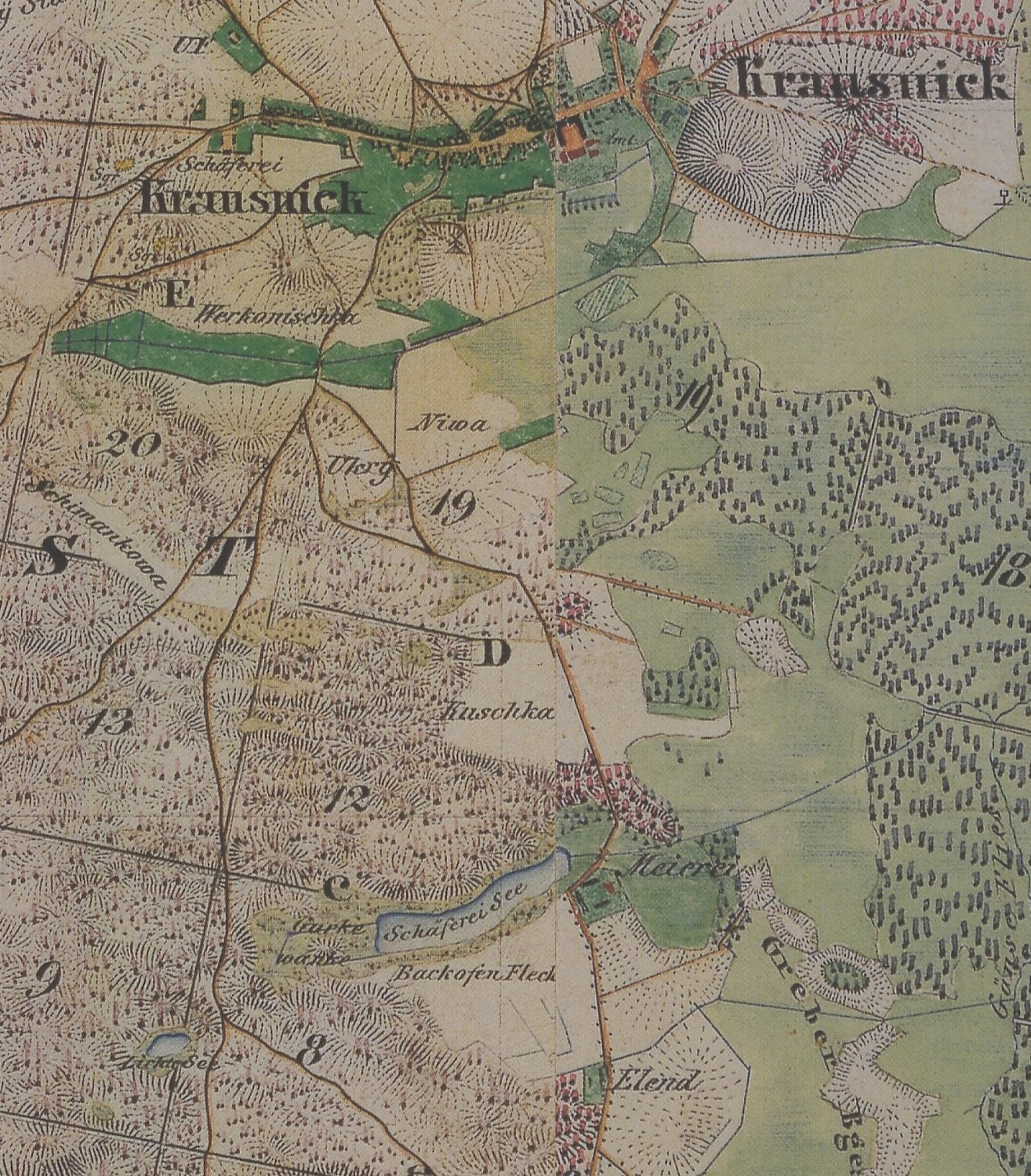
Krausnick und der Wohnplatz Forsthaus Meierei, Ausschnitte aus den Urmesstischblättern 3948 Oderin von 1841 und 3949 Schlepzig von 1846 kombiniert

## Lage
Der Wohnplatz Forsthaus Meierei liegt zwei Kilometer südlich des Ortskerns von Krausnick und etwas über vier Kilometer nördlich dem nördlichen Ortsausgang von Groß Lubolz, und wenige Zehnermeter vom Ostende des Meiereisees entfernt, am Rande des großen Waldgebietes des Brand. Er ist über eine kleine Straße, die südlich des Ortskerns von Krausnick von der L 71 Krausnick-Schönwalde abzweigt zu erreichen. Der Wohnplatz liegt auf etwa 48 m ü. NHN.

## Geschichte
1775 ist die Heidemeierei erstmals als Vorwerk (Heyde Meierei) des Amtes Krausnick urkundlich belegt. Damals standen zwei Häuser auf dem Wohnplatz. Im Schmettauschen Kartenwerk ist der Wohnplatz als Heyde Schaf: eingezeichnet. Das Vorwerk dürfte zuerst also eine Schäferei gewesen sein. 1801 führt August Bratring den Wohnplatz bereits unter dem späteren Namen Heidemeierei auf. Er beschreibt den Wohnplatz als Meierei bei und zu Krausnick gehörig mit einer Feuerstelle (Wohngebäude) und elf Bewohnern. Unter diesem Namen ist die Meierei auch 1817 und 1841 aufgelistet, jedoch ohne näheren Angaben zur Anzahl der Häuser und der Einwohnerzahl.
1840 wurde die Meierei aufgegeben und das Gebäude in eine Försterei umgewandelt. Das Urmesstischblatt Bl. 3949 Schlepzig von 1846 zeigt ein Gehöft in Form eines Dreiseithofes mit der Beschriftung Meierei. Zum nur wenig südlich davon gelegenen Gehöft namens Elend konnten bisher keine Informationen ermittelt werden.
Die Ortschaftsstatistik von 1861 nennt den Wohnplatz nun schon Forsthaus Heidemeierei (oder Buschmeierei). Er gehörte damals zum Schutzbezirk Bugk des Forstreviers Kleinwasserburg. 1871 bestand die Försterei Meierei aus einem Haus und hatte neun Einwohner. Um 1880 wurde der Schutzbezirk Bugk des Forstreviers Kleinwasserburg zum eigenständigen Forstgutsbezirk Meierei.
1929 wurde der Forstgutsbezirk Meierei aufgelöst. Die Wiesenflächen am Dahmeumflutkanal westlich Leibsch-Damm wurden der Gemeinde Münchehofe zugewiesen. Der restliche Gutsbezirk wurde mit der Gemeinde Krausnick vereinigt. Forsthaus Meierei war 1931 und 1950 ein Wohnplatz von Krausnick. Auch in der derzeitigen Hierarchie der kommunalpolitischen Gliederung der Gemeinde Krausnick-Groß Wasserburg ist Forsthaus Meierei ein Wohnplatz.